# Carex digitata
Espèce
Carex digitata, la Laîche digitée, est une espèce de plante herbacée de la famille des cypéracées.

## Liste d'espèces
Selon World Checklist of Selected Plant Families (WCSP) (8 avr. 2012) :
- Carex digitata L. (1753)